# 1964 en basket-ball

Chronologie du basket-ball
1963 en basket-ball - 1964 en basket-ball - 1965 en basket-ball
Les faits marquants de l'année 1964 en basket-ball

## Récapitulatifs des principaux vainqueurs de compétitions 1963-1964

### Masculins
| Europe - Coupe des clubs champions : Real Madrid. - Espagne : Real Madrid. - France : Villeurbanne. - Grèce : AEK Athènes. - Italie : Pallacanestro Varese. | Amériques - National Basketball Association : Celtics de Boston. | Afrique, Asie, Océanie |

### Féminines
| Europe - Coupe des clubs champions : Daugawa Rīga. - Espagne : CREFF Madrid. - France : Paris UC. - Grèce : non disputé (création en 1968). - Italie : FIAT Torino. | Amériques | Afrique, Asie, Océanie |

## Naissance
- 19 décembre : Arvydas Sabonis

## Décès
- 7 septembre : Walter Brown, fondateur, premier propriétaire des Celtics de Boston